# سیارک ۱۷۳۶
سیارک ۱۷۳۶ (به انگلیسی: 1736 Floirac، نامگذاری:1967RA) هزار و هفتصد و سی و ششمین سیارک کشف شده‌است که در ۶ سپتامبر ۱۹۶۷ کشف شد.
قدر مطلق سیارک برابر ۱۲٫۲۰ است.